# Rembertów

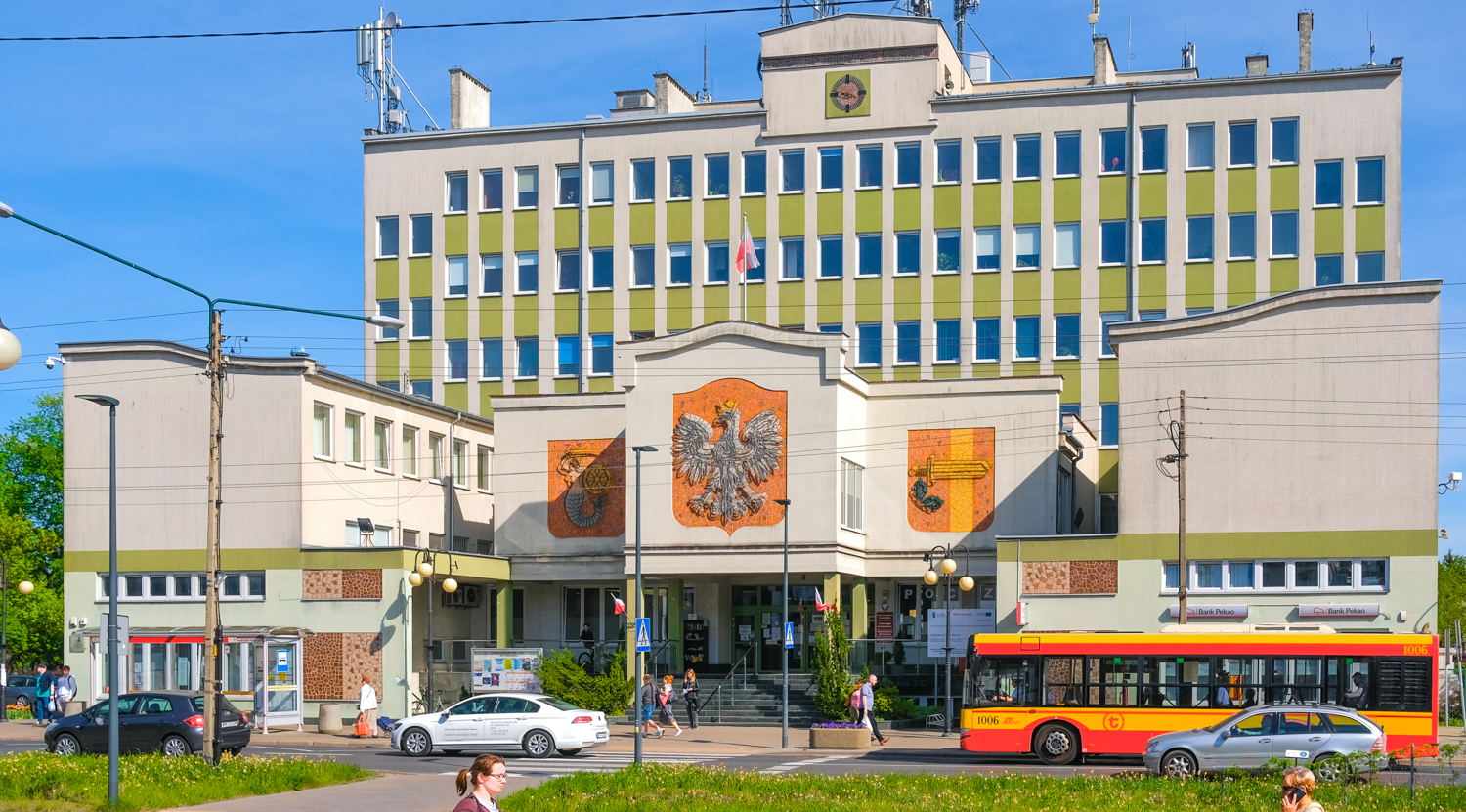
Urząd Dzielnicy Rembertów przy al. gen. A. Chruściela „Montera” 28

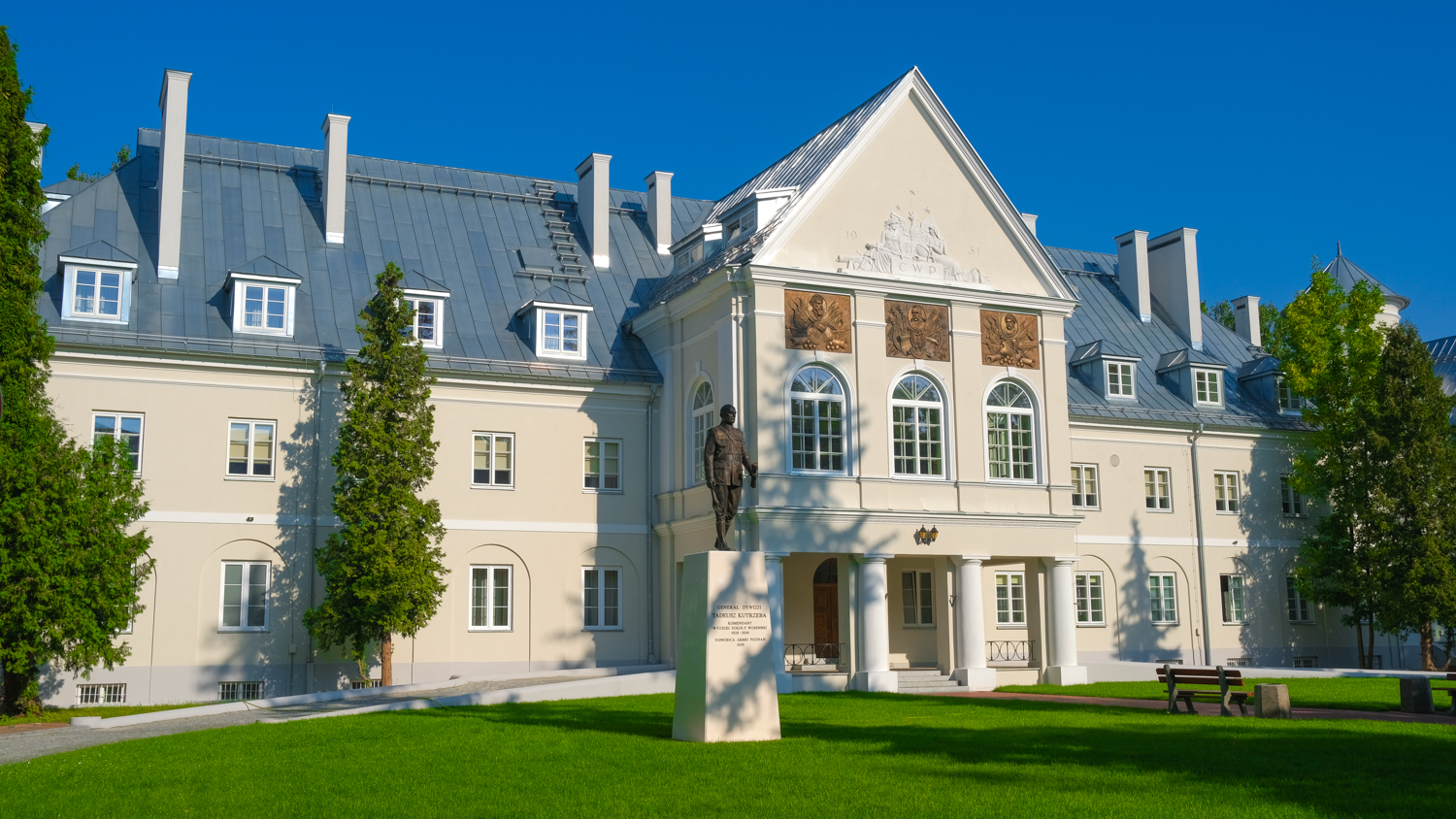
Akademia Sztuki Wojennej, budynek Biblioteki Głównej

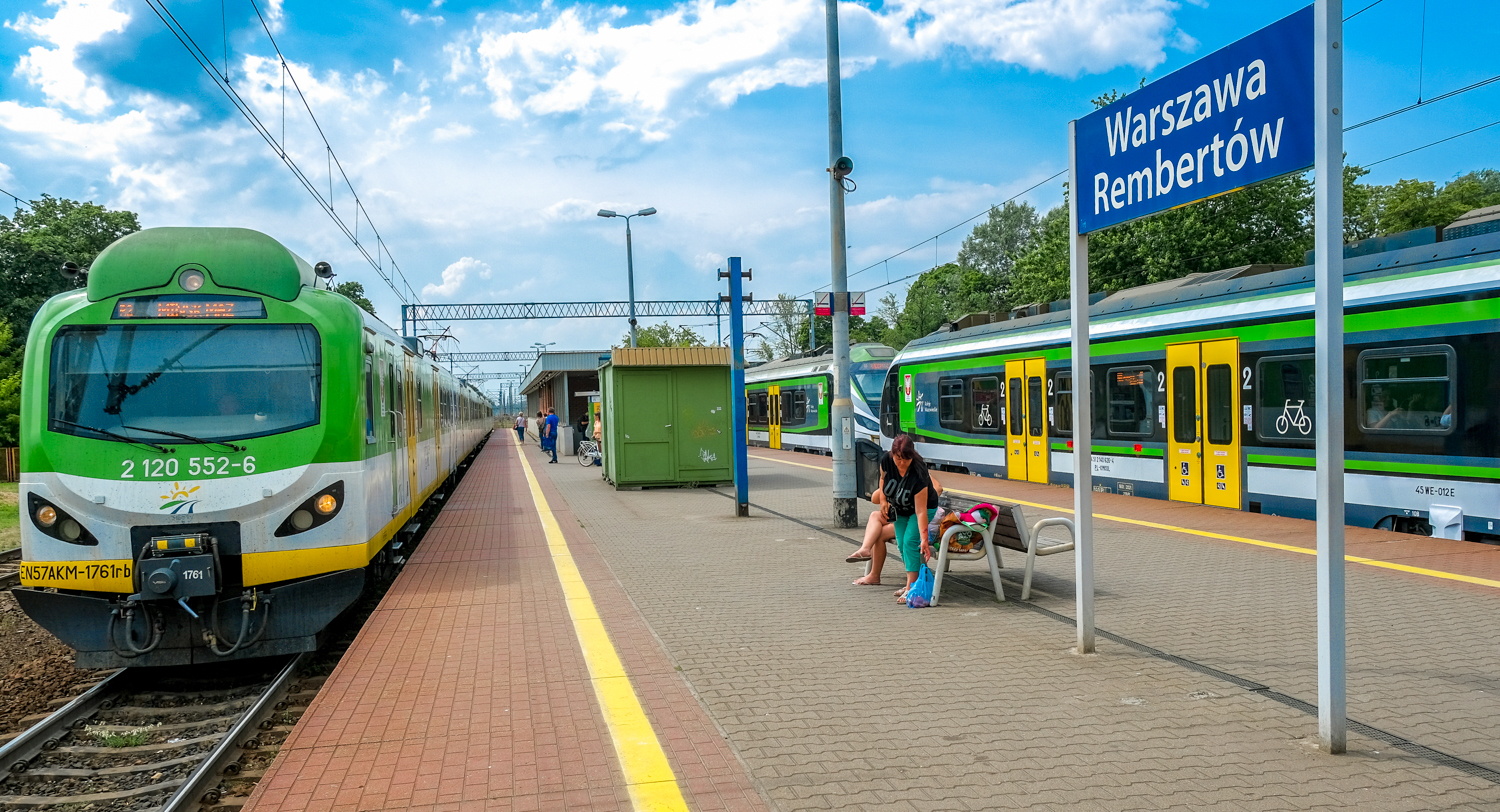
Stacja kolejowa Warszawa Rembertów

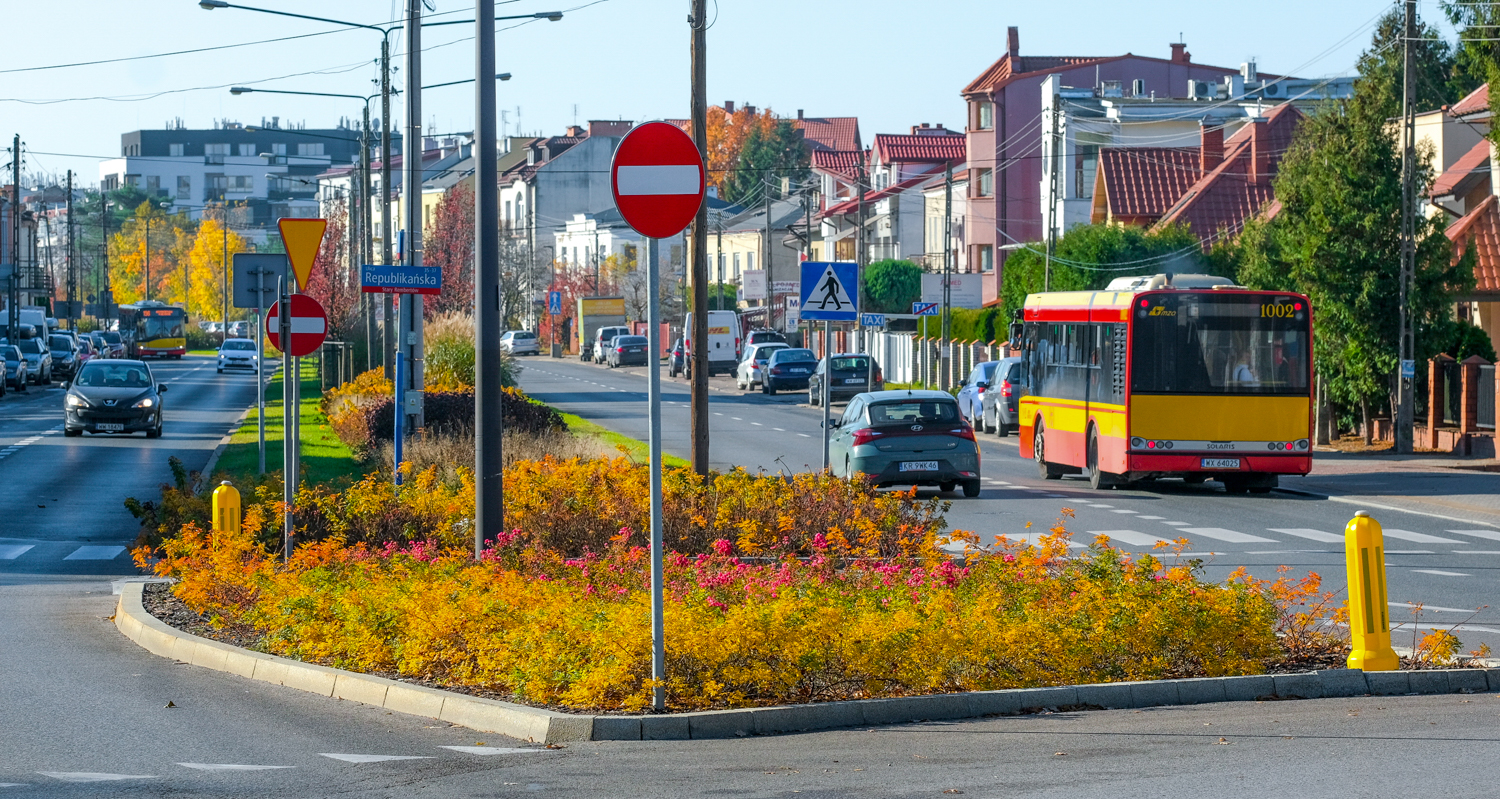
Al. gen. A. Chruściela „Montera”, jedna z głównych ulic dzielnicy

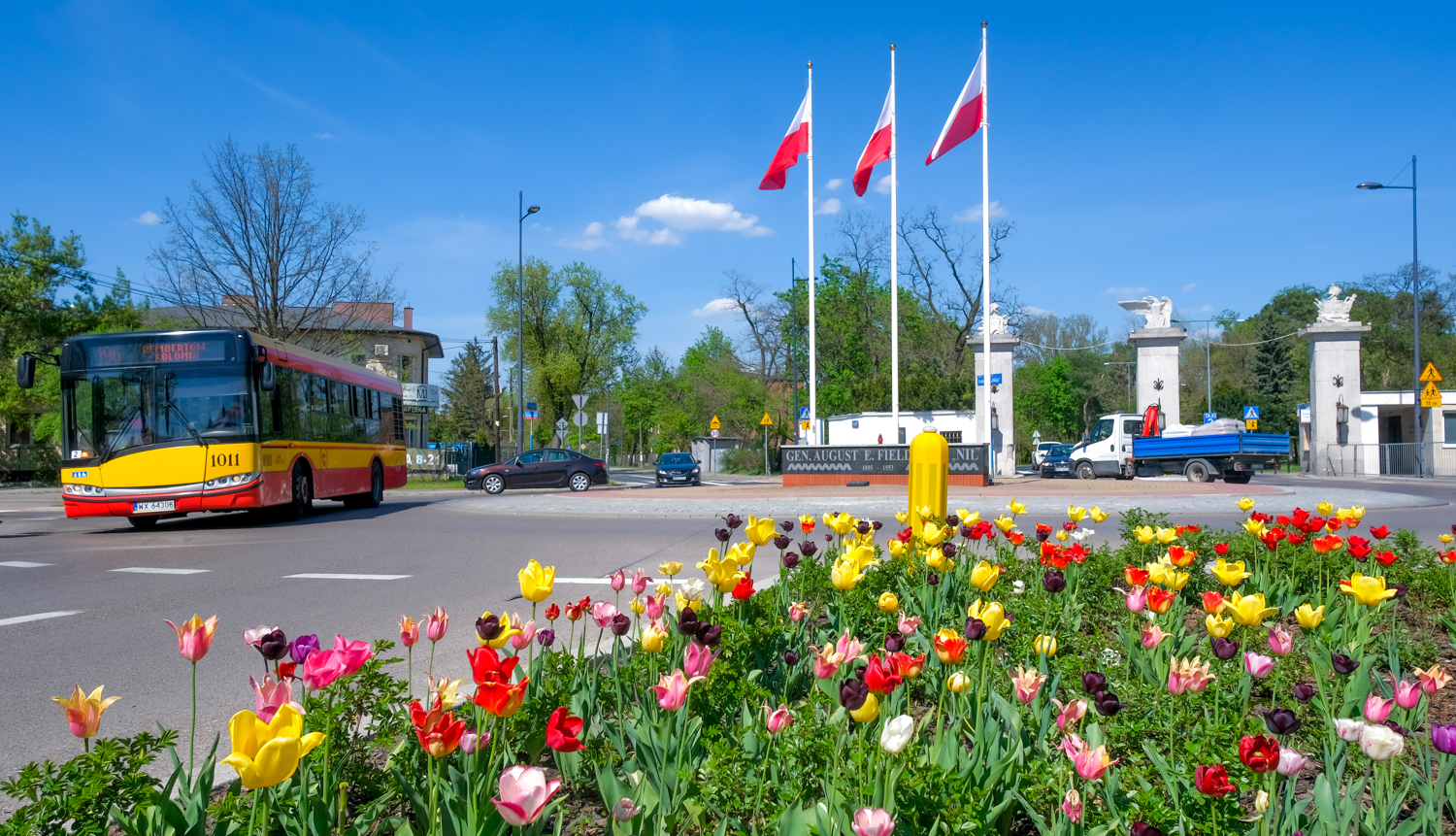
Rondo gen. Augusta Emila Fieldorfa "Nila"

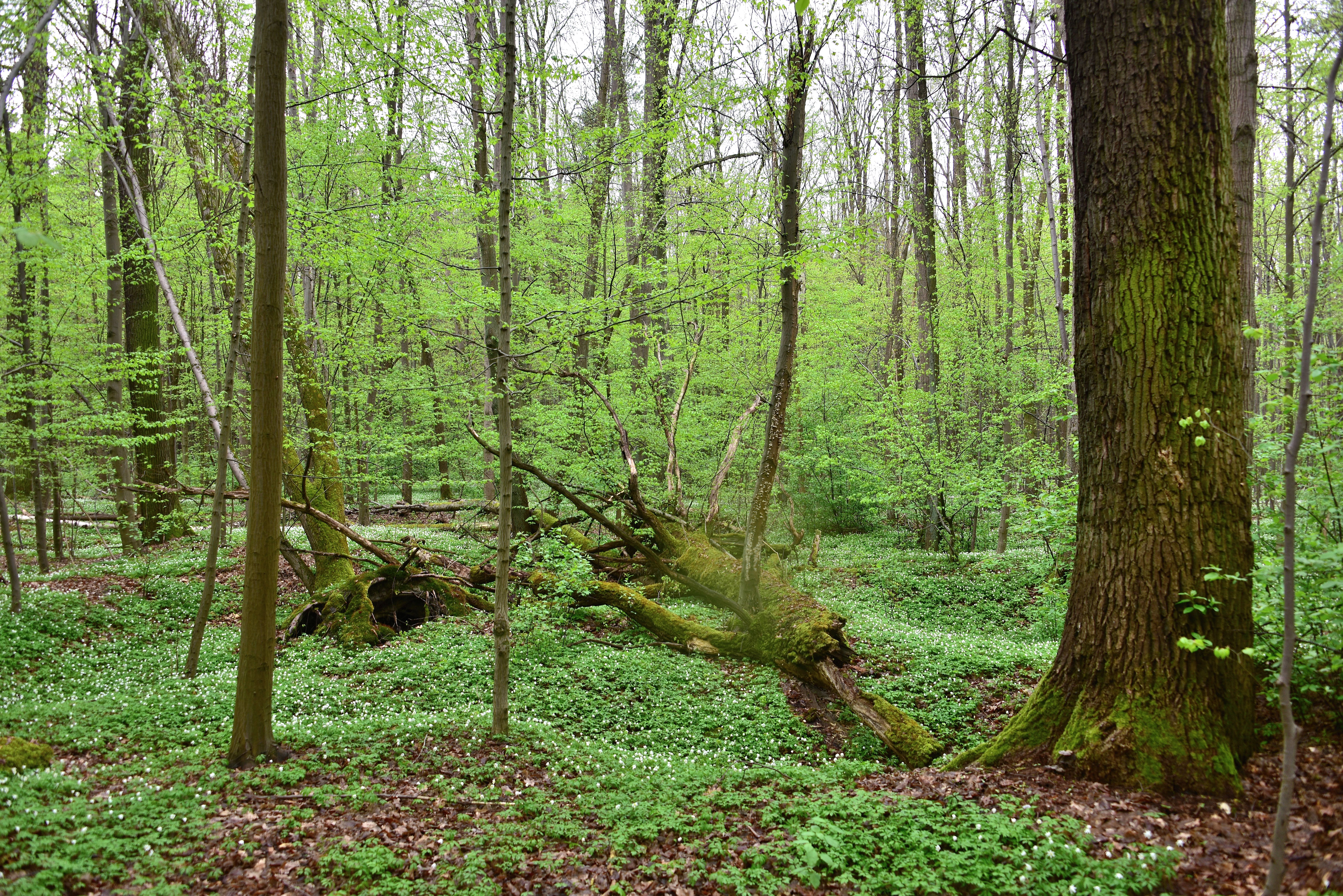
Rezerwat przyrody Kawęczyn

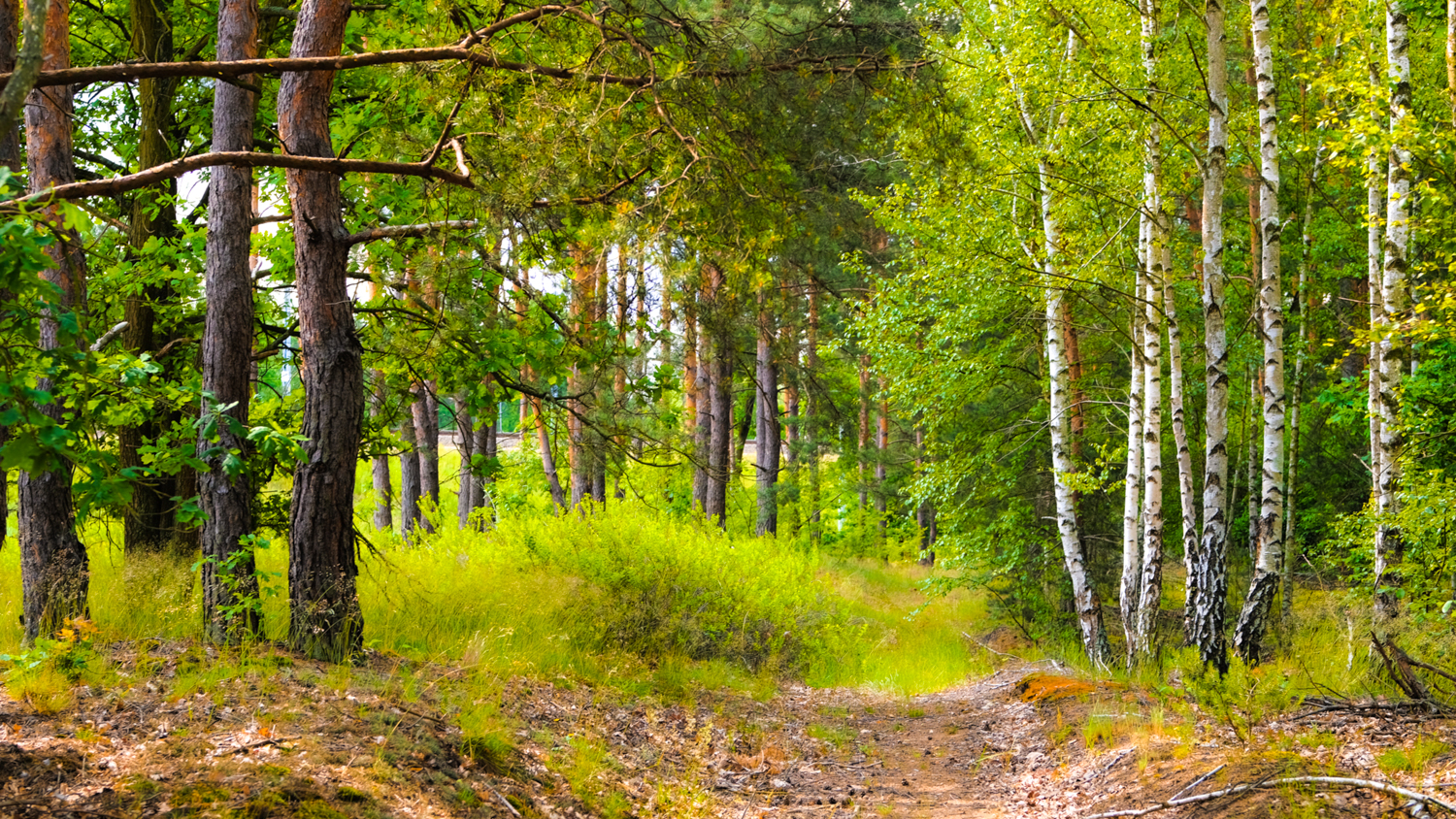
Lasy Okuniewsko-Rembertowskie

Rembertów – dzielnica Warszawy położona w prawobrzeżnej części miasta. Jest jedną z 18 jednostek pomocniczych m.st. Warszawy.
Jest najmniejszą dzielnicą Warszawy pod względem liczby ludności.

## Nazwa
Nazwa Rembertów pochodzi prawdopodobnie z XV–XVI wieku, istnieje jednak kilka późniejszych hipotez dotyczących jej pochodzenia. Według jednej z nich pochodzi ona od trzeciego imienia ostatniego namiestnika Królestwa Polskiego, Fiodora Wilhelma Remberta von Berga.

## Historia
W roku 1866 na linii Kolei Warszawsko-Terespolskiej powstała stacja Rembertów. Ok. 1888 Rosjanie zbudowali tam poligon artyleryjski. Przy poligonie powstała osada Rembertów. W 1905 roku Rembertów składał się z 7 budynków i miał 44 stałych mieszkańców. Miejscowość znajdowała się w gminie Okuniew.
Po odzyskaniu niepodległości, w pozostawionych przez armię rosyjską koszarach rozlokowano jednostki Wojska Polskiego. W czasie wojny polsko-bolszewickiej stacjonował tu sztab dywizji piechoty gen. Władysława Junga. W 1921 roku Rembertów miał 119 domów i  1375 mieszkańców. W latach 20. powstały tam Wytwórnia Amunicji numer 2 należąca do Zakładów Amunicyjnych „Pocisk” oraz Doświadczalne Centrum Wyszkolenia Piechoty. W 1924 roku Rembertów został wydzielony z gminy Okuniew i przyłączony do gminy Wawer, stając się jednocześnie siedzibą władz tej gminy.
1 kwietnia 1939 Rembertów uzyskał prawa miejskie. Miasto zamieszkiwało wtedy ok. 24 tys. osób. W skład nowo utworzonego miasta weszły osiedla (dawne wsie): wsi: Magenta, Zygmuntów, Mokry Ług, Kawęczyn i Karolówka, a także osiedle Poligon.

### II wojna światowa
Oddziały Wehrmachtu zajęły miasto 14 września 1939.
W czasie okupacji niemieckiej Rembertów (niem. Rembertau) należał do III Rejonu Związku Walki Zbrojnej – Armii Krajowej „Dęby”, wchodzącego w skład VII Obwodu „Obroża”. Większe akcje partyzanckie to obrona radiostacji Komendy Głównej AK oraz blokada Warszawskiego Węzła Kolejowego (Wieniec I).
W 1940 na terenie miejscowości władze niemieckie utworzyły getto dla ludności żydowskiej. 20 sierpnia 1942 jego mieszkańcy zostali pognani pieszo na stację kolejową w Falenicy, a następnie wywiezieni do obozu zagłady w Treblince. Ostatnich żydowskich mieszkańców Rembertowa z tzw. getta szczątkowego wymordowano wiosną lub latem 1943. Te wydarzenia upamiętniają trzy tablice pamiątkowe Tchorka (przy ul. Markietanki róg Cyrulików w Rembertowie, ul. Okuniewskiej w Wesołej oraz Michała Kajki róg VIII Poprzecznej w Wawrze).
Na terenie Rembertowa Niemcy utworzyli także cztery obozy pracy dla Polaków, obywateli polskich pochodzenia żydowskiego i jeńców radzieckich.
Na przełomie 1944 i 1945 NKWD przystosowało dawny niemiecki obóz pracy znajdujący się na terenie zakładu „Pocisk” i urządziło w nim obóz dla żołnierzy AK i NSZ.

### Po 1945
W 1945 roku Rembertów miał ok. 13,5 tys. mieszkańców. W czasach PRL znajdowała się tam baza Armii Radzieckiej, osłaniająca tranzyt wojskowy do NRD.
W lesie przy ul. Marsa mieściła się Jednostka Łączności (Rządowej) Armii Czerwonej – ostatnia wycofana jednostka rosyjska (17 września 1993).
Do 1951 roku miejscowość była siedzibą wiejskiej gminy Wawer. W 1957 Rembertów został włączony do Warszawy jako część dzielnicy Praga-Południe. W 1973 roku do Rembertowa (na plac przy ul. Paderewskiego) został przeniesiony z ul. Lubelskiej popularny bazar z odzieżą, tzw. ciuchy. W 1970 roku w Rembertowie mieszkało ok. 17 tys. osób.
Od 1994 do 2002 tworzył gminę Warszawa–Rembertów. Obecnie Rembertów jest jedną z 18 dzielnic Warszawy.

## Podział

### Podział w MSI
Według Miejskiego Systemu Informacji Rembertów podzielony jest na obszary:
- Kawęczyn-Wygoda
- Stary Rembertów,
- Nowy Rembertów.

### Podział na osiedla
Rembertów podzielony jest na mniejsze osiedla:
- Nowy Rembertów
- Nowa Wygoda
- Magenta
- Mokry Ług
- Karolówka
- Kawęczyn
- Rembertów
- Stary Rembertów
- Zygmuntów
- Wygoda

## Położenie
Rembertów graniczy:
- od północy: z gminą Ząbki,
- od wschodu: z gminą Zielonka i dzielnicą Wesoła,
- od południa: z dzielnicą Wawer,
- od zachodu: z dzielnicami Praga-Południe i Targówek.

## Charakterystyka
Mała gęstość zaludnienia i rzadka zabudowa stwarzają możliwości rozwoju obszarów pod budownictwo niskie i rekreacyjno-sportowe. W Rembertowie jest dużo zieleni: na ponad 30% ogólnej powierzchni dzielnicy rosną lasy. W 1998 na obszarze między ulicami Marsa, Żołnierską i torami kolejowym linii Warszawa Zachodnia–Terespol utworzono rezerwat przyrody Kawęczyn.

## Transport
Do Rembertowa można dojechać autobusami MZA oraz pociągami S2 – SKM i Kolei Mazowieckich (stacja Warszawa Rembertów).

## Rada Dzielnicy
| Ugrupowanie                                    | Kadencja 2002-2006 | Kadencja 2006-2010 | Kadencja 2010-2014 | Kadencja 2014-2018   | Kadencja 2018-2024       |
| ---------------------------------------------- | ------------------ | ------------------ | ------------------ | -------------------- | ------------------------ |
| Sojusz Lewicy Demokratycznej                   | 4 (SLD-UP)         | 2 (LiD)            | 3                  | 2 (SLD Lewica Razem) | –                        |
| Prawo i Sprawiedliwość                         | 2                  | 4                  | 2                  | 4                    | 4                        |
| Samorządny Rembertów                           | 6                  | 3                  | –                  | –                    | –                        |
| Nasz Cel – Bez Podziałów                       | 1                  | –                  | –                  | –                    | –                        |
| Przyszłość i Zgoda                             | 1                  | –                  | –                  | –                    | –                        |
| Samorząd dla Ciebie                            | 1                  | –                  | –                  | –                    | –                        |
| Platforma Obywatelska                          | –                  | 4                  | 4                  | 3                    | 6 (Koalicja Obywatelska) |
| Porozumienie Samorządowe Nasze Miasto          | –                  | 4                  | –                  | –                    | –                        |
| Stowarzyszenie „Lepszy Rembertów”              | –                  | 3                  | 5                  | 2                    | 4                        |
| KWW Mieszkańców Starego Rembertowa i Kawęczyna | –                  | 1                  | –                  | –                    | –                        |
| Dla Rembertowa                                 | –                  | –                  | 5                  | –                    | –                        |
| Mieszkańcy                                     | –                  | –                  | 2                  | –                    | –                        |
| Forum Dla Rembertowa                           | –                  | –                  | –                  | 5                    | 3                        |
| Warszawska Wspólnota Samorządowa               | –                  | –                  | –                  | 3                    | –                        |
| Rembertów Bezpośrednio                         | –                  | –                  | –                  | 1                    | 4                        |
| Mieszkańcy Rembertowa                          | –                  | –                  | –                  | 1                    | –                        |

## Oświata
Na terenie Rembertowa znajdują się:
- 5 publicznych szkół podstawowych (131 przy Młodzieżowym Ośrodku Wychowawczym Nr 2, 189, 217, 254, PSP Społecznego Towarzystwa Oświatowego),
- 1 publiczne liceum (LI LO im. Tadeusza Kościuszki),
- 1 publiczna szkoła wyższa (Akademia Sztuki Wojennej, przed 2016 Akademia Obrony Narodowej).